# 河阴镇
河阴镇，是中华人民共和国青海省海南藏族自治州贵德县下辖的一个乡镇级行政单位。

## 行政区划
河阴镇下辖以下地区：
城关社区、城东社区、城西社区、城南社区、城关村、城东村、城西村、城北村、郭拉村、邓家村、童家村、西家嘴村、大史家村、张家沟村、红柳滩村和杏花村。